# O (canção)
"O" é uma faixa gravada pela banda britânica de rock alternativo Coldplay para seu sexto álbum de estúdio, Ghost Stories (2014). Ela aparece como a nona e última faixa do álbum. É dividido em duas músicas diferentes: "Fly On'" (0:00-3:54) e "'O" (06:18-07:47), na edição padrão de Ghost Stories entre as duas canções há mais de dois minutos de silêncio, enquanto não há nenhum silêncio na edição deluxe das lojas Target. Uma versão ao vivo da faixa gravada no Royce Hall de Los Angeles aparece no Ghost Stories Live 2014.

## Composição

### "Fly On"
"Fly On" é uma canção escondida no início da faixa. A canção é uma piano ballad sobre amor e tem sido descrita como sendo "uma das músicas mais tristes da banda".

### "O"
"O" é um pedaço ambiente no final da faixa. Começa com o mesmo coro de anjo da primeira faixa de Ghost Stories "Always In My Head". Na canção, Chris Martin pode ser ouvido repetindo "Don't ever let go" (Nunca deixe ir) por um vocoder. Vocais adicionais dos filhos de Martin, Apple e Moses são destaque na música. Uma versão diferente de "O", chamado "O (Reprise)", aparece no final da edição deluxe das lojas Target e no A Sky Full Of Stars EP.